# Renward Brandstetter

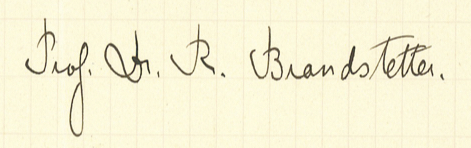
Brandstetters Unterschrift

Renward Brandstetter (* 29. Juni 1860 in Beromünster; † 17. April 1942 in Lugano) war ein Schweizer Sprachwissenschafter, der grundlegende Beiträge zu den Themengebieten schweizerdeutsche Philologie und Dialektologie sowie austronesische Sprachen lieferte.

## Leben
Renward Brandstetter wurde 1860 als Sohn des Arztes und Gelehrten Josef Leopold Brandstetter (1831–1924) geboren. Nach Abschluss der Grundschulen in  Malters und Luzern begann er ein Studium der Sprachwissenschaften an der Universität Basel und an der Universität Leipzig, das er 1883 mit der Dissertation zum Thema Die Zischlaute von Bero-Münster abschloss. Anschliessend wirkte er bis 1927 als Professor an der Kantonsschule in Luzern.
Eine Berufung an das Schweizerische Idiotikon scheiterte 1908, da dessen Redaktoren geschlossen mit der Kündigung drohten, sollte Brandstetter mit dem ihm angebotenen Salär angestellt werden, welches das ihrige bei weitem überstieg.

## Werk

### Schaffen
Zu Beginn seiner wissenschaftlichen Tätigkeit befasste er sich mit der spätmittelalterlichen Theatergeschichte und der Luzerner Dialekt- und Sprachgeschichte, insbesondere der Luzerner Kanzleisprache. Für den Schweizer Sprachraum formulierte er schon in seiner Dissertation das heute nach ihm benannte Brandstettersche Gesetz (siehe unten). Zudem verfasste er in jüngeren Jahren unter dem Pseudonym Rämmert vom Mösli einige Luzerner Mundarterzählungen. Ab 1891 entstanden seine Forschungsarbeiten zu den austronesischen Sprachen und dabei im Speziellen das Verhältnis zwischen Wort und Wurzel.
Insgesamt publizierte Brandstetter zwischen 1883 und 1920 über dreissig Untersuchungen zur schweizerischen Sprache, Theatergeschichte und Volkskunde sowie zwischen 1886 und 1940 rund fünfzig Untersuchungen zur Sprache und Literatur austronesischer Sprachen. Eine grosse Auswahl seiner Werke kann man im Haus zum Dolder einsehen, und die Zentral- und Hochschulbibliothek Luzern besitzt die Bibliothek Brandstetters.

### Leistung
Im Bereich der schweizerdeutschen Dialektologie, der Beschreibung der spätmittelalterlichen und frühneuzeitlichen Luzerner Kanzleisprache sowie der Ablösung der regionalen Kanzleisprache durch die gemeindeutsche Schriftsprache hat Brandstetter Grundlegendes geleistet und bis heute Gültiges geschaffen. Auch seine Forschungen zur Luzerner Theatergeschichte müssen als Pioniertat eingestuft werden. Brandstetters methodisches Vorgehen sowohl in den dialektologischen wie philologischen Arbeiten war in vielerlei Hinsicht geradezu modern.
Im Bereich der allgemeinen Sprachwissenschaft war Brandstetter unterschiedlich erfolgreich. Sein Blick auf die «architektonische Sprachverwandtschaft», also auf die strukturellen Ähnlichkeiten nicht verwandter Sprachen, war für die damalige Zeit innovativ. Seine malayo-polynesischen Untersuchungen bildeten eine Grundlage für Otto Dempwolffs 1934 erschienene «Vergleichende Lautlehre des indonesischen Wortschatzes». Umgekehrt befremdet sein (später) Versuch, das Indonesische als mit dem Indogermanischen verwandt zu erweisen. Brandstetters Bedeutung für die austronesische Linguistik wurde ab 1900 international anerkannt, jedoch fehlte ihm als Privatgelehrter ein universitäres Umfeld, um seine Forschung angemessen zur Geltung bringen zu können. Gegen Ende seines Lebens musste er erkennen, dass nicht er, sondern Otto Dempwolff als Begründer der vergleichenden Lautlehre des austronesischen Wortschatzes anerkannt wird.
Brandstetters Arbeiten zeugen vielfach von einer humanistischen Grundüberzeugung. Sie enthalten auch deutliche Stellungnahmen gegen den Kolonialismus, nicht zuletzt in seiner Verwendung des Begriffs «Indonesien» statt des damals üblichen «Niederländisch-Indien».

### Brandstettersches Gesetz
Brandstetter hat in seiner 1883 erschienenen Dissertation und erneut 1890 in seinen Prolegomena zu einer urkundlichen Geschichte der Luzerner Mundart für seine schweizerdeutsche Mundart eine Lautregel formuliert, die heute in der schweizerischen Dialektologie unter dem Namen Brandstettersches Gesetz bekannt ist. Sie besagt, dass in zusammengesetzten Wörtern die Vokalquantität des Bestimmungswortes (sofern sie historisch lang ist) gekürzt und – so vorhanden beziehungsweise möglich – der postvokalische Konsonant des Bestimmungswortes lenisiert wird. Beispiele sind Grooss+mueter [groːsː + muətːər] > Grosmueter [ˈgrosˌmuətːər] (Grossmutter), Braat-/Broot+wurst [brɑːt brɔːt + ʋʊrʃt] > Brad-/Brodwurst [ˈbrɑdˌʋʊrʃt ˈbrɔdˌʋʊrʃt] (Bratwurst), Schue+macher [ʃuə + mɑχːər] > Schumacher [ˈʃuˌmɑχːər] (Schuhmacher), Stadt+raat/-root [ʃtɑtː + rɑːt rɔːt] > Stadraat/-root [ˈʃtɑdˌrɑːt ˈʃtɑdˌrɔːt]. Die Gültigkeit dieser Lautregel schwankt allerdings von Lexem zu Lexem, Dialekt zu Dialekt und Sprecher zu Sprecher.

### Würdigung
Walter Haas, der sich vielfältig mit Brandstetter auseinandersetzte, würdigte diesen wie folgt:

«Brandstetter war ein Gelehrter von starker Intuition und Einfühlungsgabe, die sich mit einem hohen Gefühl für das Menschliche verbanden. Diese Charakterzüge verwirklichten sich am schönsten in seinen Mundarterzählungen. Auch als Wissenschaftler wandte er sich immer mehr vom rein philologischen Standpunkte ab. Stets deutlicher rückte der Mensch in den Mittelpunkt seines Forschens. Davon zeugt etwa der Haupttitel seiner umfangreichsten Monographien-Reihe Wir Menschen der indonesischen Erde.»

## Ehrungen
- 1913 Ehrenbürger von Luzern
- 1921 Ehrendoktorat der Universität Genf

## Publikationen in Auswahl

### Germanistische Forschungen
Schriften
- Die Zischlaute der Mundart von Bero-Münster. Dissertation Universität Basel. Benziger, Einsiedeln 1883.
- Die Regenz bei den Luzerner Osterspielen. Luzern 1886 (Beilage zum Jahresbericht über die Kantonsschule und die Theologie zu Luzern für das Schuljahr 1885/86).
- Der Genitiv der Luzerner Mundart in Gegenwart und Vergangenheit. Zürcher und Furrer, Zürich 1904 (Abhandlungen hrsg. von der Gesellschaft für deutsche Sprache in Zürich 10).
- Renward Cysat 1545 bis 1614. Der Begründer der schweizerischen Volkskunde. Haag, Luzern 1909.

Aufsätze
- Das Luzerner Fasnachtsspiel vom Jahre 1592. In: Zeitschrift für deutsche Philologie 17, 1885, 347–365.
- Die Technik der Luzerner Heiligenspiele. Die Kreuzerfindung von 1585. In: Archiv für das Studium der neuern Sprache 74, 1885, 69–82.
- Musik und Gesang bei den Luzerner Osterspielen. In: Der Geschichtsfreund 40, 1885, 145–168.
- Zu den Luzerner Dorfspielen (im 18. Jahrhundert). In: Zeitschrift für deutsche Philologie 18, 1886, 459–477.
- Prolegomena zu einer urkundlichen Geschichte der Luzerner Mundart. In: Der Geschichtsfreund 45, 1890, 201–284.
- Die Reception der neuhochdeutschen Schriftsprache in Stadt und Landschaft Luzern 1600–1830. In: Der Geschichtsfreund 46, 1891, 193–282.
- Die Luzerner Kanzleisprache 1250–1600. Ein gedrängter Abriss mit spezieller Hervorhebung des methodologischen Momentes. In: Der Geschichtsfreund 47, 1892, 225–318.
- Die Aufführung eines Luzerner Osterspiels im 16./17. Jahrhundert. Zum Teil nach originalen Quellen. In: Der Geschichtsfreund 48, 1893, 277–336.
- Die Mundart in der alten Luzerner Dramatik. Ein Beitrag zur Methodik der mundartlichen Forschung. In: Zeitschrift für hochdeutsche Mundarten 3, 1902, 1–26.
- Die Wuotansage im alten Luzern. In: Der Geschichtsfreund 62, 1907, 101–160. [eine Zusammenstellung von Textquellen.]

Eigene Dichtung
- Mehrere Erzählungen in den Heften 31/32 und 48 der Reihe Schwyzerdütsch, hrsg. von Otto Sutermeister.
- D Möischterer und de heilig Sant Michel. Puuretüütschi Gschichtli vom Rämmert vom Mösli. Hrsg. von Walter Haas. Comenius, Hitzkirch 1980 (Luzerner Poeten 2).

### Austronesische Forschungen
Schriften
- Charakterisirung der Epik der Malaien. Originaluntersuchung. Räber, Luzern 1891.
- Der Natursinn in den älteren Litteraturwerken der Malaien. Doleschal, Luzern 1893 (Malaio-Polynesische Forschungen I).
- Tagalen und Madagassen. Eine sprachvergleichende Darstellung als Orientierung für Ethnographen und Sprachforscher. Doleschal, Luzern 1902 (Malaio-Polynesische Forschungen. Zweite Reihe. II).
- Ein Prodromus zu einem vergleichenden Wörterbuch der malaio-polynesischen Sprachen für Sprachforscher und Ethnographen. Haag, Luzern 1906 (Malaio-Polynesische Forschungen. Zweite Reihe. III).
- Wurzel und Wort in den Indonesischen Sprachen. Haag, Luzern 1910 (Monographien zur indonesischen Sprachforschung VI).
- Sprachvergleichendes Charakterbild eines Indonesischen Idiomes. Haag, Luzern 1911 (Monographien zur indonesischen Sprachforschung VII).
- Gemeinindonesisch und Urindonesisch. Haag, Luzern 1911 (Monographien zur indonesischen Sprachforschung VIII).
- Das Verbum. Dargestellt auf Grund einer Analyse der besten Texte in vierundzwanzig indonesischen Sprachen. Haag, Luzern 1912 (Monographien zur indonesischen Sprachforschung IX).
- An Introduction to Indonesian Linguistics, being four Essays by Renward Brandstetter, translated by C. O. Blagden. Royal Asiatic Society, London 1916 (Asiatic Society Monographs 15).
- Architektonische Sprachverwandtschaft in allen Erdteilen. Mit einem Begleitwort (Dankesgabe an die Freunde anlässlich des 60. Geburtstages). Luzern 1920.
- Die indonesische und die indogermanische Volksseele. Eine Parallele auf Grund sprachlicher Forschung. Haag, Luzern 1921 (Wir Menschen der indonesischen Erde I).
- Grundsteine zur all-indonesischen Literaturwissenschaft. Erster Grundstein: Die Kleindichtung der indonesischen Völker. Sprache, Komposition, Metrik, Gattungen und Arten. Haag, Luzern 1934 (Wir Menschen der indonesischen Erde IX).
- Grundsteine zur all-indonesischen Literaturwissenschaft. Zweiter Grundstein: Die Bedeutung der all-indonesischen Literaturwissenschaft für Sprachforschung und Völkerpsychologie. Haag, Luzern 1936 (Wir Menschen der indonesischen Erde X).
- Die Verwandtschaft des Indonesischen mit dem Indogermanischen. Haag, Luzern 1937 (Wir Menschen der indonesischen Erde XI).

Aufsätze
- Malayische Studien (über die Präpositionen). In: Zeitschrift für Völkerpsychologie und Sprachwissenschaft 17, 1887, 186–214.
- Die Beziehung des Malagasy zum Malaiischen. In: Festschrift zur Eröffnung des neuen Kantonsschulgebäudes in Luzern. Räber, Luzern 1893 (Malaio-Polynesische Forschungen II), S. 65–107.
- Die Stellung der minahassischen Idiome zu den übrigen Sprachen von Celebes einerseits und zu den Sprachen der Philippinen anderseits. In: Fritz Sarasin, Paul Sarasin (Hrsg.): Materialien zur Naturgeschichte der Insel Celebes. 5. Band, 2. Teil. Kreidel, Wiesbaden 1906, S. 34–38.